# NGC 4209
NGC 4209 је појединачна звезда у сазвежђу Береникина коса која се налази на NGC листи објеката дубоког неба.
Деклинација објекта је + 28° 28' 7" а ректасцензија 12h 15m 25,8s. Привидна величина (магнитуда) објекта NGC 4209 износи 11,1 а фотографска магнитуда 14,4.